# Pavia (Mora)
Pavia é uma vila portuguesa sede da Freguesia de Pavia do Município de Mora, freguesia com 185,28 km² de área e 715 habitantes (censo de 2021), tendo, por isso, uma densidade populacional de 3,9 hab./km².

## História
Pavia é uma vila e foi sede de concelho entre 1287 e o início do século XIX.
O território de Pavia foi povoado desde épocas pré-históricas, conforme o comprovam os numerosos monumentos megalíticos existentes na área.
As origens históricas do agregado populacional, o mais antigo do concelho de Mora, remontam a um núcleo de imigrantes italianos, fixados a instâncias de D. Afonso III ou de D. Dinis, tendo este último concedido em 1287 a primeira carta de foral.
A 16 de março de 1486, foi cedida por D. João II ao Conde de Borba, com alcaidaria e direitos sucessórios. A vila de Pavia pertenceu, por doação, a vários nobres e à Coroa.

## Demografia
A população registada nos censos foi:
| Distribuição da População por Grupos Etários | Distribuição da População por Grupos Etários | Distribuição da População por Grupos Etários | Distribuição da População por Grupos Etários | Distribuição da População por Grupos Etários |
| -------------------------------------------- | -------------------------------------------- | -------------------------------------------- | -------------------------------------------- | -------------------------------------------- |
| Ano                                          | 0-14 Anos                                    | 15-24 Anos                                   | 25-64 Anos                                   | > 65 Anos                                    |
| 2001                                         | 121                                          | 145                                          | 560                                          | 340                                          |
| 2011                                         | 90                                           | 74                                           | 486                                          | 282                                          |
| 2021                                         | 54                                           | 50                                           | 344                                          | 267                                          |

## Formação do núcleo habitacional
Do processo de formação de Pavia ressaltam duas fases de crescimento diferenciadas.
O núcleo medieval, caracterizado pela sua estrutura urbana em retículo, o qual, conforme o próprio nome indica, se desenvolveu de forma autónoma e excêntrica relativamente ao aglomerado existente.
A posição de defesa amuralhada, de difícil acesso a norte, sugere a origem feudal do futuro "burgo". O desenvolvimento urbano linear ao longo do caminho em cumeada e a produção seriada das edificações traduzem um processo de formação e crescimento típico da Baixa Idade Média.
O parcelamento, os alinhamentos e a reprodução de um tipo de edificação em banda constituem um processo urbano que se traduz numa exploração intensiva do parcelamento urbano.
Pavia já foi sede de concelho.
A reforma administrativa da vila deu-se a 6 de novembro de 1836, integrando em Pavia os extintos concelhos de Águias, Cabeção e Mora. Esta situação manteve-se até 17 de Abril de 1838, data em que a sede do concelho (atual município) de Pavia passa para Mora.
A Freguesia de Pavia é actualmente composta por duas povoações, Pavia e Malarranha, com o nível de população a rondar os 900 habitantes.
Uma vila tipicamente alentejana, encontrando-se já muito afastada do Ribatejo. Cercada de uma paisagem a perder de vista e onde se avistam pequenos pontos brancos, os típicos montes alentejanos, espalhados por entre sobreiros e azinheiras.
Nesta vila viveram duas ilustres personalidades: Fernando Namora, que, para além da profissão de médico que exerceu nesta terra, também escreveu sobre estas gentes e sobre as lindas paisagens que espreitam a vila de Pavia e deixou algumas das suas telas que retratam essas mesmas paisagens.
Um outro grande homem foi o pintor Manuel Ribeiro, que posteriormente adoptou o nome da vila, ficando desta forma Manuel Ribeiro de Pavia. Deixou um museu com vários originais, que são visitados por inúmeras pessoas.
A vila de Pavia tem inúmeros registos megalíticos, sinónimo de antiguidade. O agregado populacional de Pavia é o mais antigo do concelho.
Diz um velho prolóquio regional, que não se deve estar em Mora nem uma hora, em Cabeção nem um serão, e em Pavia nem um dia. Com tudo isto, ao que parece, se quis significar que das três vilas, Pavia seria a melhor.

## Património
- Igreja da Conversão de São Paulo ou Igreja Matriz de São Paulo
- Antiga Casa onde morou o médico e escritor Fernando Namora
- Igreja da Misericórdia e Museu do Hospital de Pavia
- Torre do Relógio de Pavia
- Edifício da Junta de Freguesia, antiga Alcaidaria e Paço do Concelho de Pavia
- Casa Museu Manuel Ribeiro de Pavia
- Antiga Pousada dos Cavaleiros da Ordem de Avis
- Anta de Pavia, transformada em Capela de São Dinis
- Igreja de São Francisco, antiga Igreja de São Sebastião de Pavia
- Igreja de Santo António em Pavia

- Cromeleque do Monte das Fontaínhas Velhas
- Património Arqueológico do Neolítico-vestígios de um castelo do Neolítico, antas e o alinhamento do Têra